# Artur Jazdon
Artur Jazdon (ur. 8 października 1956 w Poznaniu) – wykładowca akademicki, bibliotekarz, badacz historii ruchu wydawniczego Wielkopolski, doktor habilitowany nauk humanistycznych w dyscyplinie bibliologia i informatologia, na Uniwersytecie im. Adama Mickiewicza w Poznaniu, związany z Biblioteką Uniwersytecką w Poznaniu.
Działalność badawczo – naukowa dotyczy poznańskiego i wielkopolskiego ruchu wydawniczego i księgarskiego w XIX wieku. Równorzędnie prowadzi prace badawcze w zakresie bibliotekoznawstwa i informacji naukowej, obejmujące zagadnienia z historii, organizacji i zarządzania bibliotekami, a także kultury organizacyjnej bibliotek i medializacji nauki.

## Życiorys
W 1979 roku ukończył w trybie indywidualnym studia w Instytucie Bibliotekoznawstwa i Informacji Naukowej w Poznaniu UAM i obronił pracę magisterską z zakresu edytorstwa naukowego Sztambuch Adolfa Skarbka Malczewskiego – próba edycji pod kierunkiem prof. dr hab. Heleny Chłopockiej.
Absolwent studiów podyplomowych na Papieskim Wydziale Teologicznym w Poznaniu (1981).
W 1988 roku uzyskał uprawnienia bibliotekarza dyplomowanego.
W 1989 roku uzyskał stopień doktora nauk humanistycznych Wydziału Filologicznego Uniwersytetu Wrocławskiego. Promotorem pracy „Książka polska w repertuarze wydawców wielkopolskich okresu międzypowstaniowego (1831-1862)” była prof. dr hab. Kazimiera Maleczyńska.
W 2013 roku na podstawie monografii Wydawcy poznańscy 1815-1914. Kształtowanie środowiska i repertuaru wydawniczego oraz całego dorobku naukowego uzyskał stopień doktora habilitowanego w wyniku procedury przeprowadzonej na Wydziale Filologicznym Uniwersytetu Śląskiego w Katowicach.
Dorobek naukowy stanowią zarówno książki, jak i artykuły naukowe, publikowane w polskich i zagranicznych czasopismach bibliotekarskich, które uzupełniają recenzje, hasła encyklopedyczno-słownikowe, artykuły informacyjne, popularyzatorskie, opracowania dotyczące Biblioteki Uniwersyteckiej w Poznaniu, liczne redakcje kilkunastu tomów prac zbiorowych. Jest promotorem rozprawy doktorskiej i recenzentem kilkunastu prac doktorskich oraz habilitacyjnych.
Jako nauczyciel akademicki dąży do ponoszenia kwalifikacji zawodowych pracowników bibliotek. Od szeregu lat prowadzi zajęcia dydaktyczne z przedmiotów zawodowych na studiach bibliotekoznawczych różnych poziomów, od licencjackich po studia podyplomowe, w tym akredytowanych przez Stowarzyszenie Bibliotekarzy Polskich.
Całe życie zawodowe, od zakończenia studiów w 1979 roku, jest związany z Biblioteką Uniwersytecką w Poznaniu, której był dyrektorem w latach 1992–2017, a wcześniej wicedyrektorem od 1984 roku. Obecnie kieruje Pracownią Regionalnego Zasobu Bibliotecznego.
Przez ponad 20 lat był redaktorem naczelnym rocznika „'Biblioteka”, czasopisma recenzowanego i cenionego w środowisku bibliotekarskim, wydawanego przez Bibliotekę Uniwersytecką w Poznaniu. Uczestniczy w kolegiach redakcyjnych: Roczników Bibliotecznych, Przeglądu Bibliotecznego, Serii SBP Nauka-Dydaktyka-Praktyka, serii wydawniczych Prace Biblioteki Uniwersyteckiej w Poznaniu i Antiquitates Minutae.
Pomysłodawca Poznańskiego Przeglądu Książki Naukowej – wystawy książek wydawców poznańskiego środowiska naukowo-wydawniczego z różnych dziedzin wiedzy, który odbywa się od 1995 roku w murach Biblioteki Uniwersyteckiej w Poznaniu.
Był wiceprzewodniczącym Rady Wykonawczej Konferencji Dyrektorów Bibliotek Szkół Wyższych. Przez wiele kadencji brał udział w pracach Państwowej Komisji Egzaminacyjnej dla Kandydatów na Bibliotekarzy i Dokumentalistów Dyplomowanych przy Ministrze Nauki i Szkolnictwa Wyższego. Pracował w Komisji ds. Etyki Zawodu przy Zarządzie Głównym Stowarzyszenia Bibliotekarzy Polskich w Warszawie.
Obecnie koordynuje projekt badawczy pod nazwą Analiza Funkcjonowania Polskich Bibliotek Naukowych.
Pełni funkcję Przewodniczącego Rady Bibliotecznej w Bibliotece Raczyńskich w Poznaniu. Jest członkiem rad: Biblioteki Poznańskiego Towarzystwa Przyjaciół Nauk, Biblioteki Kórnickiej, Książnicy Cieszyńskiej, Rady naukowej Muzeum Narodowego w Poznaniu, Komisji Inicjatyw Naukowych i Kulturalnych przy Arcybiskupie Poznańskim. Członek Poznańskiego Towarzystwa Przyjaciół Nauk.
Jest członkiem jury Nagrody im. L. Marszałka przy Polskim Towarzystwie Wydawców Książek oraz Nagrody Naukowej SBP im. A. Łysakowskiego.

## Działalność organizacyjna
Podczas pełnienia funkcji dyrektora Biblioteka Uniwersytecka w Poznaniu przeszła proces wprowadzania komputeryzacji, retrokonwersji zbiorów, przystąpiła do Poznańskiej Fundacji Bibliotek Naukowych, uruchomiono zintegrowany system biblioteczny Horizon, rozwijała się współpraca w zakresie tworzenia haseł i rekordów bibliograficznych między Narodowym Uniwersalnym Katalogiem Centralnym (NUKAT), zastosowano systemu HAN – zdalny dostęp do e-czasopism, baz danych oraz e-booków. Nowatorskie podejście dra hab. Artura Jazdona spowodowało wprowadzenie wiele usług ułatwiających korzystanie ze zbiorów bibliotecznych, np.: serwis „Zapytaj Bibliotekarza”, portal „Bibliotekarze dziedzinowi”, platformy AMUR (Adam Mickiewicz University Repository), PRESSto (platforma czasopism naukowych UAM). Zeskanowano tradycyjny katalog kartkowy oraz wprowadzono usługę zdalnego zamawiania kopii, a także usługę „Zaproponuj kupno książki”. Wdrożono wiele nowoczesnych rozwiązań w strukturze organizacyjnej instytucji, systematycznie modernizowano gmach, rozbudowywano jego wyposażanie techniczne dla umożliwienia pełnienia współczesnych zadań bibliotekarskich. Najważniejszym celem jego działań było i jest identyfikacja z zawodem bibliotekarza, promowanie środowiska bibliotekarskiego, dobrze wyposażona biblioteka z przygotowanymi pracownikami i zadowolonymi użytkownikami.

## Nagrody i odznaczenia
- Nagrodą Naukowa SBP im. A. Łysakowskiego w kategorii prace o charakterze teoretycznym, metodologicznym i źródłowym (2012)
- Nagrodą Naukowa SBP im. A. Łysakowskiego w kategorii prace o charakterze dokumentacyjno-informacyjnym (2019)
- Nagroda PTPN za najlepszą publikację o Wielkopolsce w kategorii literatury naukowej za książkę „Biblioteka Uniwersytecka w Poznaniu 1919-2018. Zasoby, działania, ludzie” (2020)
- Nagrodą Naukowa SBP im. A. Łysakowskiego w kategorii prace o charakterze teoretycznym, metodologicznym i źródłowym za książkę W bezpiecznym żyjesz kraju’. Polskie książki, prasa i biblioteki Poznania lat Wielkiej Wojny (2024)
- Honorowa Odznaka Stowarzyszenia Bibliotekarzy Polskich

## Najważniejsze publikacje
Autor ponad 180 artykułów naukowych z zakresu historii, organizacji i zarządzania bibliotekami, wielkopolskiego ruchu wydawniczego i księgarskiego oraz książek:
1. Jazdon A., Suchanecki M., Dzieje Gimnazjum i Liceum Ogólnokształcącego w Jarocinie. Poznań-Jarocin 1979.
2. Jazdon A. (współaut.) Poradnik metodyczny dla wykładowców przedmiotu „Podstawy informacji naukowej” na studiach uniwersyteckich i w WSP. A. Warszawa 1984
3. Zbiory i prace polonijne BU w Poznaniu, pod red. A. Jazdon. Warszawa 1995.
4. Jazdon A., Suchanecki M., Działalność Stowarzyszenia Bibliotekarzy Polskich w Wielkopolsce 1920-1984. Poznań 1987
5. Jazdon A., Polski ruch wydawniczy w Wielkim Księstwie Poznańskim w latach 1831–1862. Poznań 1990.
6. Jazdon A., Wielkopolskie serie wydawnicze do 1945 roku. Poznań 1997.
7. Aleksiński J., Jazdon A., Prymas Tysiąclecia. Katalog wystawy w Bibliotece Uniwersyteckiej w Poznaniu. Poznań 2001
8. Cisek S., Gołębyś Z., Jazdon A., Sosińska-Kalata B., Kodeks etyki bibliotekarza i pracownika informacji, Bibliotekarz  2005, nr 6
9. Aleksiński J., Jazdon A., Korzenie Solidarności w przesłaniu pomnika Poznańskiego Czerwca’56. Poznań 2005.
10. Jazdon A., Wydawcy poznańscy 1815-1914. Kształtowanie środowiska i repertuaru wydawniczego. Poznań 2013.
11. Jazdon A., Skutecki J., Biblioteka Uniwersytecka w Poznaniu. Poznań 2017.
12. Jazdon A., Biblioteka Uniwersytecka w Poznaniu 1919-2018. Zasoby. Działania. Ludzie. Poznań 2019.
13. Jazdon A., Wielkopolskie serie wydawnicze do 1945 roku. Seria: Prace Biblioteki Uniwersyteckiej w Poznaniu, nr 21. Poznań 2020[11]
14. Jazdon A., „W bezpiecznym żyjesz kraju”. Polskie książki, prasa i biblioteki Poznania lat Wielkiej Wojny. Poznań 2023